# Тележенка (Липецька область)
Тележенка (рос. Тележенка) — село у Липецькому районі Липецької області Російської Федерації.
Населення становить 465  осіб. Належить до муніципального утворення Тележенська сільрада.

## Історія
З 13 червня 1934 до 1954 року у складі Воронезької області. Відтак входить до складу Липецької області.
Згідно із законом від 2 липня 2004 року №114-оз органом місцевого самоврядування є Тележенська сільрада.

## Населення
| 2007 | 2009 | 2010 | 2012 |
| ---- | ---- | ---- | ---- |
| 593  | ↗607 | ↘439 | ↗465 |